# Малоиванцево
Малоиванцево — деревня в Рузском районе Московской области, входящая в состав сельского поселения Старорузское. Население — 4 жителя на 2006 год. До 2006 года Малоиванцево входило в состав Комлевского сельского округа.
Деревня расположена в центральной части района, на правом берегу реки Рузы, примерно в 6 км к северо-западу от Рузы, высота центра деревни над уровнем моря 187 м. Ближайшие населённые пункты — Рыбушкино в 700 м юго-восточнее, Комлево в 1,2 км на юг и Палашкино в 300 м на запад.